# Arquidiocese de Shillong
A Arquidiocese de Shillong (Archidiœcesis Shillongensis) é uma arquidiocese da Igreja Católica situada em Shillong, na Índia. Seu atual arcebispo é Victor Lyngdoh. Sua Sé é a Catedral da Maria do Socorro dos Cristãos. Possui 22 paróquias.

## História
Em 15 de dezembro de 1889, foi criada a Prefeitura apostólica de Assam. Em 9 de julho de 1934, a prefeitura apostólica foi elevada à diocese, sufragânea da Arquidiocese de Calcutá. Em 26 de junho de 1969, foi elevada à dignidade de Arquidiocese, com o nome de Arquidiocese de Gauhati-Shillong, sendo que em 22 de janeiro de 1970, teve seu nome alterado para Arquidiocese de Shillong-Gauhati.
Em 30 de março de 1992, sofre seu último desmembramento, com a criação da Diocese de Guwahati, ficando com seu atual nome.

## Prelados
|                       | Nome                             | Período    | Notas                                   |            |
| Arcebispos            | Arcebispos                       | Arcebispos | Arcebispos                              | Arcebispos |
| --------------------- | -------------------------------- | ---------- | --------------------------------------- | ---------- |
| 4°                    | Victor Lyngdoh                   | 2020-      | Atual                                   |            |
| 3°                    | Dominic Jala, S.D.B.             | 1999-2019  |                                         |            |
| 2º                    | Tarcisius Resto Phanrang, S.D.B. | 1995-1999  |                                         |            |
| 1º                    | Hubert D’Rosario, S.D.B.         | 1969-1994  |                                         |            |
| Bispos                |                                  |            |                                         |            |
| 2º                    | Stephen Ferrando, S.D.B.         | 1935-1969  |                                         |            |
| 1º                    | Louis Mathias, S.D.B.            | 1934-1935  | Nomeado Arcebispo de Madras e Meliapore |            |
| Prefeitos apostólicos |                                  |            |                                         |            |
| 4°                    | Louis Mathias, S.D.B.            | 1922-1934  |                                         |            |
| 3°                    | Cristoforo Becker, S.D.S.        | 1906-1921  |                                         |            |
| 2º                    | Angelus Münzloher, S.D.S.        | 1890-1906  |                                         |            |
| 1º                    | Otto Hopfenmüller, S.D.S.        | 1889-1890  |                                         |            |
| Bispo auxiliar        |                                  |            |                                         |            |
|                       | Bernard Laloo                    | 2025-      | Atual                                   |            |
|                       | Tarcisius Resto Phanrang, S.D.B. | 1990-1995  | Elevado a Arcebispo                     |            |